# Карстрём, Йеспер
Ханс Йеспер Карстрём (швед. Hans Jesper Carström; род. 18 мая 2002) — шведский футболист, полузащитник клуба «Сундсвалль».

## Клубная карьера
Футболом начинал заниматься в клубе «Свартвик». Перед сезоном 2017 года перебрался в молодёжную команду «Сундсвалля». Весной 2019 года подписал с клубом первый профессиональный контракт. 6 июля того же года дебютировал в чемпионате Швеции в игре с «Гётеборгом», заменив на 80-й минуте Александра Блумквиста. В 2020 и 2021 годах вместе с клубом выступал в Суперэттан. По итогам сезона 2021 года «Сундсвалль» занял вторую строчку в турнирной таблице и вернулся в Алльсвенскан.

## Карьера в сборной
Выступал за юношеские сборные Швеции различных возрастов. В составе сборной до 17 лет в сентябре 2018 года провёл два матча в рамках отборочного турнира чемпионата Европы с Черногорией (2:0) и Лихтенштейном (5:0).

## Достижения
Сундсвалль:
- Серебряный призёр Суперэттана: 2021

## Клубная статистика
| Выступление      | Выступление      | Выступление      | Лига | Лига | Кубки | Кубки | Конт. кубки | Конт. кубки | Разное | Разное | Итого | Итого |
| Клуб             | Лига             | Сезон            | Игры | Голы | Игры  | Голы  | Игры        | Голы        | Игры   | Голы   | Игры  | Голы  |
| ---------------- | ---------------- | ---------------- | ---- | ---- | ----- | ----- | ----------- | ----------- | ------ | ------ | ----- | ----- |
| Сундсвалль       | Алльсвенскан     | 2019             | 1    | 0    | 0     | 0     | 0           | 0           | 0      | 0      | 1     | 0     |
| Сундсвалль       | Суперэттан       | 2020             | 17   | 0    | 2     | 0     | 0           | 0           | 0      | 0      | 19    | 0     |
| Сундсвалль       | Суперэттан       | 2021             | 15   | 0    | 3     | 0     | 0           | 0           | 0      | 0      | 18    | 0     |
| Сундсвалль       | Алльсвенскан     | 2022             | 0    | 0    | 2     | 0     | 0           | 0           | 0      | 0      | 2     | 0     |
| Сундсвалль       | Итого            | Итого            | 33   | 0    | 7     | 0     | 0           | 0           | 0      | 0      | 40    | 0     |
| Всего за карьеру | Всего за карьеру | Всего за карьеру | 33   | 0    | 7     | 0     | 0           | 0           | 0      | 0      | 40    | 0     |